# Santa Maria de Florejacs
Santa Maria de Florejacs és l'església parroquial de Florejacs, al municipi de Torrefeta i Florejacs (Segarra), inclosa a l'Inventari del Patrimoni Arquitectònic de Catalunya.